# Lijst van oorlogsmonumenten in Dinkelland
De Nederlandse gemeente Dinkelland heeft 20 oorlogsmonumenten. Hieronder een overzicht.
| Nr.  | Object                            | Herdachte groep                                  | Ontwerper                                          | Onthulling       | Type               | Locatie                            | Plaats              | Coördinaten                   | Foto                  |
| ---- | --------------------------------- | ------------------------------------------------ | -------------------------------------------------- | ---------------- | ------------------ | ---------------------------------- | ------------------- | ----------------------------- | --------------------- |
| 815  | Vliegersmonument                  | geallieerde militairen                           | Jos Knippers (1937)                                | 16 maart 2002    | gedenksteen        | Epmanweg, 7591 PK                  | Noord Deurningen    | 52° 24' 5" NB, 6° 59' 14" OL  |                       |
| 817  | Iorlogsmonument                   | burgerslachtoffers                               |                                                    |                  | plaquette          | Dorpsstraat 66, 7635 NC            | Lattrop             | 52° 25' 41" NB, 6° 58' 36" OL |                       |
| 819  | Geallieerd erehof                 | geallieerde militairen                           |                                                    |                  | begraafplaats/graf | Wiptoen, 7591 VJ                   | Denekamp            | 52° 22' 27" NB, 7° 0' 28" OL  |                       |
| 820  | Monument aan de Ootmarsumsestraat | burgerslachtoffers                               |                                                    |                  | plaquette          | Ootmarsumsestraat, 7634            | Tilligte            | 52° 24' 8" NB, 6° 57' 17" OL  |                       |
| 821  | Monument op de R.K. begraafplaats | verzet Nederland                                 |                                                    |                  | begraafplaats/graf | Sloetstraat, 7591 EV               | Denekamp            | 52° 22' 25" NB, 7° 0' 19" OL  |                       |
| 1121 | Vrijheidsmonument                 | algemeen, allen                                  | Frans Peeters (1953)                               | 22 april 1994    | overig             | Oldenzaalsestraat, 7591 GK         | Denekamp            | 52° 16' 31" NB, 6° 49' 21" OL |                       |
| 1122 | Omzien naar de toekomst           | vervolgden Nederland                             | Truus Menger-Oversteegen (29-08-1923)              | 3 mei 1988       | beeld/sculptuur    | Vledderstraat 4, 7591 DJ           | Denekamp            | 52° 22' 32" NB, 7° 0' 17" OL  |                       |
| 1123 | Monument voor de familie Menco    | vervolgden Nederland                             | Betty Menco                                        | 7 mei 1995       | gedenksteen        | Almelosestraat 82, 7631 CH         | Ootmarsum           | 52° 24' 19" NB, 6° 52' 7" OL  |                       |
| 1124 | Oorlogsmonument                   | burgerslachtoffers                               |                                                    | 4 mei 1980       | gedenksteen        | Burg. Hoogklimmerstraat 2, 7591 ET | Denekamp            | 52° 22' 27" NB, 7° 0' 14" OL  |                       |
| 1125 | Joods monument                    | vervolgden Nederland                             | Berend Geiger (16-06-1943), Ben Morshuis Stichting | 16 december 2001 | overig             | Kloosterstraat, 7631 GA            | Ootmarsum           | 52° 24' 29" NB, 6° 53' 55" OL | Meer afbeeldingen     |
| 1127 | Monument aan de Oppersveldweg     | geallieerde militairen                           | Firma Lamers                                       | 4 mei 1990       | beeld/sculptuur    | Oppersveldweg, 7636 RM             | Agelo               | 52° 24' 7" NB, 6° 52' 12" OL  | Meer afbeeldingen     |
| 1128 | Oorlogsmonument                   | algemeen, vervolgden Nederland, verzet Nederland | Jan Jans (1893-1963)                               |                  | reliëf             | Bergplein, 7631                    | Ootmarsum           | 52° 24' 25" NB, 6° 53' 46" OL |                       |
| 2091 | Geallieerd erehof                 | geallieerde militairen                           |                                                    |                  | begraafplaats/graf | Molenstraat, 7631                  | Ootmarsum           | 52° 24' 34" NB, 6° 53' 45" OL |                       |
| 2125 | Droppingmonument                  | verzet Nederland, overig                         | Ben Aalbers (uitvoering plaquette)                 | 31 mei 2002      | gedenksteen        | Kampstieweg, 7591                  | Tilligte            | 52° 23' 14" NB, 6° 57' 44" OL |                       |
| 3232 | Erehof Weerselo,(Rossum)          | geallieerde militairen                           |                                                    |                  | begraafplaats/graf | Thijplein, 7596 KM                 | Rossum              | 52° 21' 9" NB, 6° 55' 22" OL  | Meer afbeeldingen     |
| 3233 | Geallieerd erehof (1)             | geallieerde militairen                           |                                                    |                  | begraafplaats/graf | Legtenbergerstraat, 7595 XA        | Weerselo            | 52° 21' 19" NB, 6° 51' 24" OL |                       |
| 3234 | Geallieerd erehof (2)             | geallieerde militairen                           |                                                    |                  | begraafplaats/graf | Legtenbergerstraat, 7595 XA        | Weerselo            | 52° 21' 19" NB, 6° 51' 24" OL | Geallieerd erehof (2) |
| 3311 | Joods monument                    | vervolgden Nederland                             | Adrie Saris; Johan Busscher                        | 2005             | gedenksteen        | Nicolaasplein, 7591 MA             | Denekamp            | 52° 22' 29" NB, 7° 0' 21" OL  |                       |
| 3317 | De vlag van Deurningen            | algemeen                                         | Bert Nijenhuis                                     |                  | beeld/sculptuur    |                                    | Deurningen          | 52° 18' 5" NB, 6° 50' 16" OL  |                       |
|      | Stolpersteine                     | vervolgden Nederland                             | Gunter Demnig                                      |                  | reliëf             |                                    | Denekamp, Ootmarsum |                               |                       |

Almelo ·
Borne ·
Dalfsen ·
Deventer ·
Dinkelland ·
Enschede ·
Haaksbergen ·
Hardenberg ·
Hellendoorn ·
Hengelo ·
Hof van Twente ·
Kampen ·
Losser ·
Oldenzaal ·
Olst-Wijhe ·
Ommen ·
Raalte ·
Rijssen-Holten ·
Staphorst ·
Steenwijkerland ·
Tubbergen ·
Twenterand ·
Wierden ·
Zwartewaterland ·
Zwolle